# The Devil You Know (альбом Heaven & Hell)
The Devil You Know (с англ. — «Дьявол, которого ты знаешь») — единственный студийный альбом хэви-металической супергруппы Heaven & Hell, члены которой ранее выступали под названием Black Sabbath, вышедший в 2009 году The Devil You Know — последняя студийная запись Ронни Джеймса Дио перед его смертью в мае 2010 года.
Диск вышел в Японии 24 апреля 2009 года, на 4 дня раньше, чем в США (28 апреля). Японское издание также было выпущено 27 апреля в формате SHM-CD. Продюсерами выступали участники группы при поддержке Майка Эксетера.
The Devil You Know попал в топ-10 в первую неделю продаж, стартовав на 8-й позиции в Billboard 200 с более чем 30 000 проданных копий.

## Концепция альбома
В 2006 году Дио написал три новых песни «The Devil Cried», «Shadow of the Wind», и «Ear in the Wall» для предстоящего к выходу сборника Black Sabbath: The Dio Years. Айомми сказал, что песни были написаны потому, что чувствовал, что не сохранилось ничего стоящего в старых архивных записях Black Sabbath времен Дио, поэтому были написаны новые песни. Песня «The Devil Cried» была написана как сингл к выходившему альбому. Дио комментировал, что изначально он хотел после записи этих трех песен покинуть музыкантов и продолжить деятельность в своей собственной группе и что «еще один альбом Black Sabbath» было «последнее, что могло прийти мне в голову». Айомми говорил, что музыканты договорились об альбоме во время их выступления в Японии в туре 2007 года. Айомми и Дио начали работу над альбомом перед туром Metal Masters Tour каждый в своем доме. Каждый участник предоставлял компакт-диск со своими материалами для проекта. Айомми охарактеризовал эту работу как «действительно хорошую и очень продуктивную».

## Название и оформление
Обложка альбома — адаптированная под обложку картина норвежского художника Пера Хогенсена (норв. Per Øyvind Haagensen), носящая название Satan (Сатана). С двух сторон в эмблеме с крылатой фигурой демона присутствуют числа 25 и 41. Гизер Батлер в одном из интервью сказал, что эти числа отсылают к Библии, к стиху Евангелия от Матфея Мф. 25:41 с описанием Страшного суда, где сказано, что «те, кто сидят по левую сторону Бога, пойдут в Ад». Он также разъяснил, что название альбома является ссылкой на имя группы, под которой фанаты знали группу раньше, а именно — Black Sabbath. Когда завершалась работа над обложкой, выбор стоял между двумя вариантами. Выбор был очень труден, однако в результате альтернативный вариант увидел свет на эксклюзивном издании альбома от Walmart в США.

## Отзывы критиков
Отзывы критиков об альбоме были весьма высокими. Allmusic сравнило его с альбомом Paranoid Black Sabbath, однако отметили, что Heaven & Hell отражает «более разные стороны музыкантов», чем Black Sabbath. Metal Hammer отозвался об альбоме как об «одном из лучших металлических релизов года». Martin Popoff охарактеризовал альбом как лучший по сравнению с Dehumanizer, но не такой хороший, как Heaven and Hell или Mob Rules. Он описал вокал Дио как «драматически исполняемый» и «страстный». Агрегатор MetaCritic на основании 13 рецензий дал альбому рейтинг 63/100. Metal-Rules.com назвали The Devil You Know лучшим альбомом 2009 года.

## Турне
Группа Heaven & Hell отправилась в своё второе международное турне (после тура 2007 года) в поддержку альбома The Devil You Know. Тур открывался в Боготе 5 мая 2009 года. Группой поддержки выступили Coheed and Cambria — исполнители прогрессивного рока. В рамках этого турне состоялись концерты группы в Москве (30 и 31 мая, Клуб Б1 Maximum) и в Санкт-Петербурге (1 июня, Ледовый Дворец).

## Список композиций
Авторы песен: Батлер/Дио/Айомми
1. Atom & Evil
2. Fear
3. Bible Black
4. Double the Pain
5. Rock & Roll Angel
6. The Turn of the Screw
7. Eating the Cannibals
8. Follow the Tears
9. Neverwhere
10. Breaking into Heaven
11. I (концертная запись) — Только в версии распространяемой через iTune
12. Die Young (концертная запись) — Только в версии распространяемой через iTune

## Места в чартах
| Страна         | Наивысшая позиция |
| -------------- | ----------------- |
| Финляндия      | 5                 |
| Швеция         | 8                 |
| Норвегия       | 15                |
| Германия       | 17                |
| Австрия        | 37                |
| Франция        | 53                |
| Бельгия        | 84                |
| Швейцария      | 31                |
| Польша         | 20                |
| Великобритания | 21                |
| США            | 8                 |

## Над альбомом работали
Heaven & Hell
- Ронни Джеймс Дио — вокал
- Тони Айомми — гитара
- Гизер Батлер — бас-гитара
- Винни Апписи — ударные

Производство
- Продюсирование — Дио, Айомми, Батлер, дополнительное продюсирование Майка Эксетера
- Запись — Майк Эксетер
- Микширование и дополнительная запись — Вин Дэвис, при участии Майка Сазерленда и Адама Арнольда
- Мастеринг — Stephen Marcussen
- Арт-директор и дизайн — Masaki Koike
- Изображение обложки — Per Øyvind Haagensen
- Фотограф — Chapman Baehler
- Гравюры — Johann Koch